# (7133) Kasahara
(7133) Kasahara  es un asteroide del cinturón principal perteneciente al cinturón de asteroides, región del sistema solar que se encuentra entre las órbitas de Marte y Júpiter.
Fue descubierto el 15 de octubre de 1993 por Kin Endate y Kazuro Watanabe desde el Observatorio de Kitami.

## Designación y nombre
Designado provisionalmente como 1993 TX1, fue nombrado en honor a Shin Kasahara (n. 1953), doctor en odontología y profesor titular en la Universidad de Tohoku. Como astrónomo aficionado, se ha dedicado con entusiasmo a la observación posicional y el cálculo de la órbita de planetas y cometas menores desde 1973. También desempeñó un papel importante en el diseño y la construcción del telescopio portátil más grande de Japón, el Chiro Memorial Telescope de 84 cm, que fue en gira nacional para permitir la observación del cometa 1P/Halley.

## Características orbitales
Kasahara está situado a una distancia media del Sol de 2,398 ua, pudiendo alejarse hasta 2,670 ua y acercarse hasta 2,126 ua. Su excentricidad es 0,113 y la inclinación orbital 14,665 grados. Emplea 1356,37 días en completar una órbita alrededor del Sol.

## Características físicas
La magnitud absoluta de Kasahara es 13,13. Tiene 5,783 km de diámetro y su albedo se estima en 0,401.